# 조언과 동의
조언과 동의(Advice and consent)는 미국 헌법에서 사용된다. 미국 상원은 연방 법률안, 중요 연방 공무원의 대통령 임명행위에 대한 조언과 동의권을 가진다. NSC는 대통령 지시에 대한 조언과 동의권을 가진다. 충고와 동의, 권고와 동의라고도 번역한다. 한국 헌법에서는 그냥 동의권이라고 부른다.

## 같이 보기
- 공포 (법률)